# Надгробни споменик војнику Вучку Анђелићу у селу Гуча
Надгробни споменик војнику Вучку Анђелићу (†1915) у селу Гуча налази се на Анђелића гробљу у селу Гуча, Општина Лучани. По тематским и стилским одредницама споменик приказује све одлике драгачевске каменорезачке школе с почетка 20. века.

## Опис
Споменик у облику стуба са покривком у виду тање плоче исклесан је од пешчара из оближњег живичког мајдана. На западној и бочној јужној страни уклесан је текст епитафа, а на источној лик покојника око чије главе су исписани име  презиме у форми ореола. Орнаментални фриз уоквирава натпис изнад кога су крст и симболични чираци, док је на јужној приказан стилизован биљни мотив са два грозда.
Млади, голобради војник озбиљног лика приказан је у „ставу мирно”, руку опружених низ тело, са пушком ослоњеном уз ногу и војничким знамењима на грудима. Детаљи лица и тела моделовани су суптилно у барељефу, а у плитким урезима униформе још су присутни трагови беле и плаве боје.
Споменик је у горњим зонама добро очуван, али због великог оштећења у доњем делу прети опасност урушавања читавог површинског слоја сипког пешчара.

### Епитаф
Натпис гласи:
Овај споменик показује покојнг ВУЧКА Анђелића из Гуче.
Рођен 20. јануара 1895. год. а умро 1. фебруара 1915. год.
као војник 3. чете 2 батаљона Iог позива 11 пука у Приштини
и остави родитеље своје да његову прерану смрт до века оплакују.
Овај потписати споменик подиже му отац Владимир мајка Станица
и сестре Олга и Косара и зет Никола.